# Олмазор (станція метро)
41°15′20″ пн. ш. 69°11′45″ сх. д. / 41.25556° пн. ш. 69.19583° сх. д.
Олмазор(узб. Олмазор, Olmazor) — кінцева станція Чилонзорської лінії Ташкентського метрополітену, наступна за нею станція — Чилонзор.
Відкрита в складі першої черги Чилонзорської лінії 6 листопада 1977 .
До 5 листопада 2010 називалася на честь Сабіра Рахімова.
Планується, що в майбутньому станція стане пересадним вузлом на Сергелійську лінію з переходом на станцію А. Ходжаєва. 
Конструкція станції — колонна трипрогінна мілкого закладення з підземними вестибюлями. 
Оздоблення — стіни пішохідних сходів, колони вестибюлів, колійні стіни платформи оздоблені світлим газганським мармуром. Квадратні колони платформового залу, оздоблено білим Нуратинським мармуром, підтримують білу ребристу стелю. Декоративне оформлення карнизів, світильників, прихованих між ребрами плит з національними деталями, доповнюють тематику горельєфів на шести пілонах з червоного омелянівського граніту, розташованих у центрі платформи. У рельєфному декорі теми Перемоги та героїки Великої Вітчизняної війни, образ генерала Сабіра Рахімова. На одному з панно горельєф Сабира Рахімова (худ. В. Жмакіна, О. Хабібулін, В. Логінов).